# 池森裕毅
池森 裕毅（いけもり ゆうき、1980年6月3日 - ）は、日本の起業家。株式会社tsam代表取締役。情報経営イノベーション専門職大学の客員教授。Stoked capital Founding Partner。独立行政法人中小企業基盤整備機構アドバイザー。
日本大学名誉教授の池森亀鶴は祖父にあたる。

## 略歴
千葉生まれ。千葉県松戸市出身。
東京理科大学経営学部に進学。しかし、オンラインゲーム「Ultima Online」に没頭し、3年間で11単位しか取得できずに中退。
2005年、オンラインゲームのデータ売買プラットフォーム「RMT」を運営する「株式会社ポケット」を設立。2014年に売却。
2011年、オンライン婚活サービス「frigg」を運営する「株式会社フリッグ」を設立。2013年に売却。
2019年、「Mentor to the next round.」を掲げ、スタートアップ支援会社「株式会社tsam」を設立。多数のアクセラレーションプログラムでメンターや審査員を務める2020年には経済産業省近畿経済産業局と共同で「U30関西起業家コミュニティ」を立ち上げる。。
2022年、ベンチャーキャピタル「Stoked capital」を設立。
2023年、独立行政法人中小企業基盤整備機構　アドバイザーに就任。

## 著書・書籍監修
- 『オンラインゲーム白書〈2006〉』共著者: ネットアンドセキュリティ総研株式会社、株式会社メディアクリエイトなど 執筆部分: 「RMT（現金取引）を取り巻く現状と課題」（2006年、ネットアンドセキュリティ総研株式会社）[16]
- 『デジタル人材のシン・キャリアガイド』（2023年、ぱる出版）ISBN 978-4827213782[17]
- 『図解・ビジネスモデルで学ぶスタートアップ』（2024年、日本能率協会マネジメントセンター）ISBN 978-4800592361[18]